# Sowjetisches Ehrenmal (Suhl)

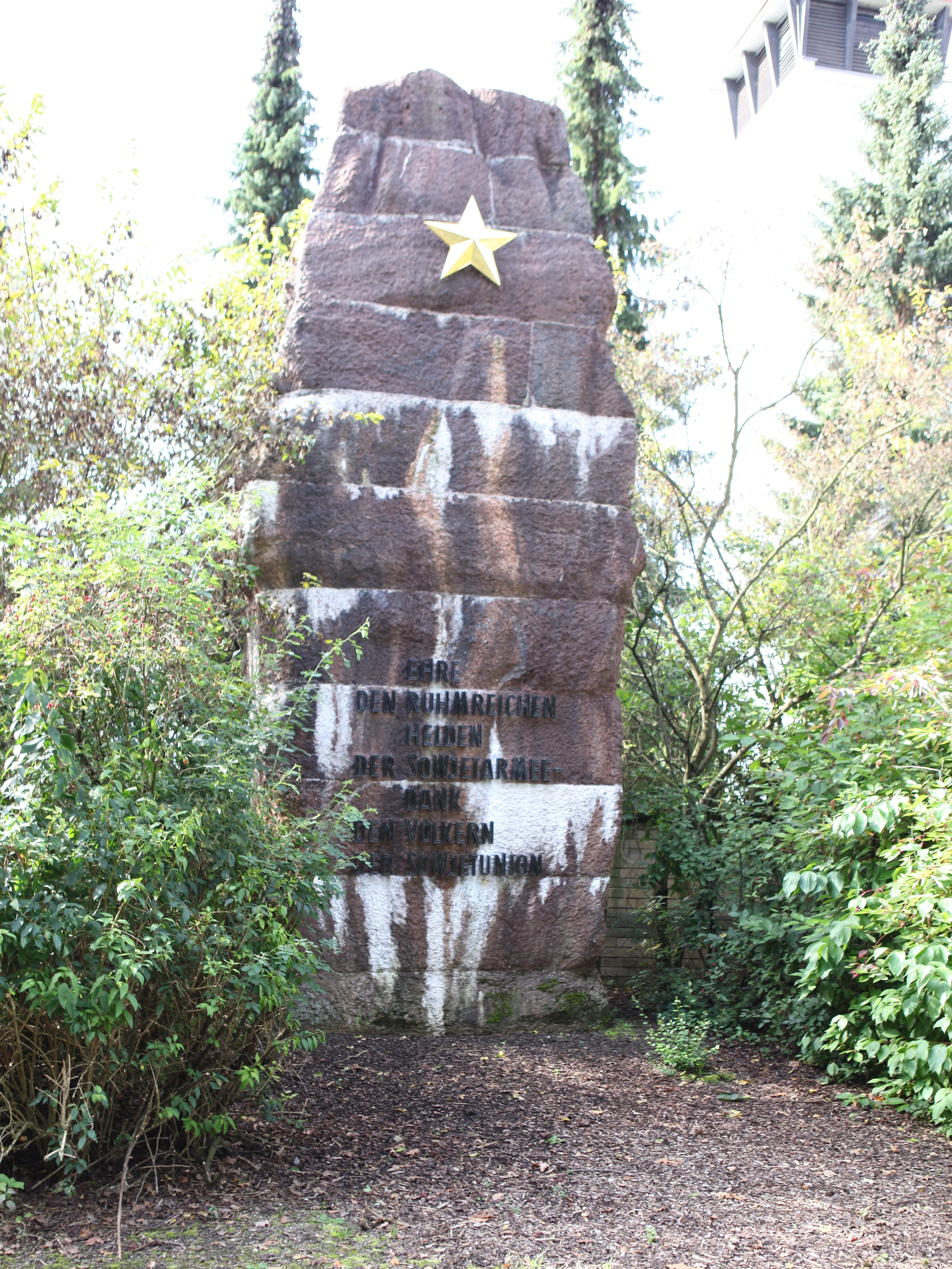
Das Sowjetische Ehrenmal in Suhl (2014)

Das Sowjetische Ehrenmal in der Thüringer Stadt Suhl ist ein verbliebenes Zeichen des 1961 eingeebneten Ehrenfriedhofs. Die ursprünglich hier bestatteten Kriegsopfer wurden umgebettet. Es ist das größte sowjetische Ehrenmal südlich des Rennsteigs.
Das acht Meter hohe Ehrenmal ist aus mehreren, zusammengeklebten Steinschichten zusammengesetzt und trägt gusseiserne Lettern mit der Inschrift „Ehre den ruhmreichen Helden der Sowjetarmee – Dank den Völkern der Sowjetunion“. Es wurde am 5. Mai 1971 in Anwesenheit des sowjetischen Botschafters Pjotr Andrejewitsch Abrassimow und des Befehlshabers der Gruppe der Sowjetischen Streitkräfte in Deutschland Wiktor Georgijewitsch Kulikow eingeweiht.
Das Denkmal steht an der Würzburger Straße in Suhl; zum Zeitpunkt der Einweihung hieß sie noch Straße der Deutsch-Sowjetischen-Freundschaft. Seitdem finden dort die offiziellen Gedenkfeiern zum Tag der Befreiung Deutschlands vom Faschismus statt.